# Nannopsittaca panychlora
Il pappagallino dei tepui (Nannopsittaca panychlora Salvin & Godman, 1883) è un uccello della famiglia degli Psittacidi.

## Descrizione
Di taglia attorno ai 14 cm, ha piumaggio verde con bordo alare giallo, anello perioftalmico di filopiume giallo, ventre giallastro, sfumatura azzurrina nella parte inferiore dell'ala. Ha becco grigio, zampe rosate e iride bruna.

## Distribuzione e habitat
Vive nelle foreste fino a 2200 metri in Venezuela e Guyana.

## Biologia
Gregario e sociale, si muove in bande che possono comprendere da 20 a 100 individui.
Non si hanno dati certi sulle abitudini riproduttive.